# Yolanda Besteiro
Yolanda Besteiro de la Fuente ( 21 de febrero de 1966) es una abogada española, experta en género, feminista y  política, concejal de igualdad en el Ayuntamiento de Alcalá de Henares (Madrid), ha llevado a cabo una amplia trayectoria profesional en ONGs y en el sindicato UGT. Es presidenta desde 2007 de la Federación de Mujeres Progresistas.

## Trayectoria
Ha desarrollado su actividad vital, profesional y política en la defensa de los derechos de las mujeres. Para ella es fundamental e importante el trabajo colectivo, participa, por tanto, en colectivos, asociaciones y organizaciones con el fin de conseguir la igualdad de oportunidades ente mujeres y hombres. 

Besteiro considera que: “para poder avanzar, difundir el mensaje, para derribar barreras, hay que actuar de forma colectiva y tejer redes”.
Como presidenta de la Federación de Mujeres Progresistas fomenta las interconexiones y relaciones cruzadas entre las representantes de las diferentes organizaciones y plataformas feministas, organizando actos coordinados y de actuación conjunta, con el fin de conseguir audiencia ante los representantes políticos en la elaboración de los diferentes proyectos normativos tendentes a mejorar los cambios sociales.

Motivo de especial preocupación, y así lo manifiestan desde la Federación Progresistas de Mujeres, es la especial vulnerabilidad y doble discriminación que sufren las mujeres inmigrantes, que al hecho de ser mujer se suma su desarraigo, escasa preparación, precariedad laboral y problemas de relación.

### Violencia de género
La violencia de género le preocupa, especialmente, porque el alto número de asesinatos de mujeres parece una normalización de la violencia, cuando es un problema que nos atañe a toda la población, y del tema habla en todas las entrevistas que le realizan como medio de lucha y medio de sensibilización hacia la población.

Besteiro señaló que se trata de “una realidad que, aunque algunos se empeñen en negar, salpica nuestras vidas”, y en la que “todos y todas debemos implicarnos para acabar con ella”

Como experta en igualdad y violencia de género considera que “La violencia de género es el arma más poderosa para impedir que las mujeres avancen” y que “Si se niega que existe violencia, se niega que existe desigualdad y, por tanto, se niega la lucha para combatir esa violencia y esa desigualdad”, idea que pone de manifiesto en artículos, entrevistas, conferencias etc.

Como herramienta de trabajo colectivo, considera que la unidad de acción es importante para la defensa de los derechos conseguidos y como tal se unieron más de 100 organizaciones feministas firmando el  “Manifiesto de organizaciones feministas sobre la derogación de medidas de protección integral contra la violencia de género incluida por la extrema derecha en el programa político de Vox” al conocer las pretensiones de este partido político de condicionar su apoyo a otros partidos como PP y Ciudadanos a la eliminación de medidas contra la violencia machista, derechos de la población migrante y LGTBI, y en la eliminación de facto del impuesto de patrimonio.

### Prostitución y vientres de alquiler
Besteiro considera que el negocio de la prostitución y de los vientres de alquiler es una forma de ejercer la violencia y la explotación de las mujeres que están en una situación de mayor vulnerabilidad, y así lo ha puesto de manifiesto en las diferentes jornadas, mesas y conferencias donde se trata la violencia de género, como la celebrada en Salamanca:

El alquiler de vientres "es una forma más de violencia contra las mujeres, la mercantilización de su cuerpo, la explotación reproductiva, y la compra y venta de bebés".. "Es un gran negocio. Hay muchísimo dinero detrás, ganan las clínicas, las agencias de viajes y abogados pero no las mujeres, que son explotadas para que otros obtengan esos beneficios". "es una práctica contraria a los derechos humanos más fundamentales" y en que los que se posicionan a favor "lo que defienden es la libertad del mercado".

### Concienciación y sensibilización
Ha participado en congresos, conferencias, jornadas y simposios sobre la erradicación de la violencia de género,
Tiene especial interés en la divulgación, concienciación y sensibilización de los jóvenes ante la violencia de género y la igualdad, no duda por ello en acudir a colegios e institutos, como cuando acudió al instituto que lleva el nombre de su tío, el político socialista, Julián Besteiro.
A lo largo de su dilatada carrera ha publicado artículos en diferentes ámbitos: académicos, medios de comunicación, tanto en prensa como en radio televisión.
- Micromachismos: ni pequeños, ni insignificantes.[13]

- La política del pánico como instrumento de poder.
- Cómo erradicar la violencia de género.
- Prostitución y nuevas formas de esclavitud.
- Las mujeres y la crisis: una cuestión de justicia económica y social.
- La intervención en violencia de género desde diferentes profesiones.[14]

## Docencia
En el campo docente, Yolanda Besteiro imparte clases en La Escuela del Espacio de Salud Entre Nosotras LA e.ESEN y colabora en Máster universitarios de las universidades Universidad Complutense de Madrid, Universidad Carlos III y Universidad de Salamanca y es ponente en jornadas sobre violencia de género, trata, corresponsabilidad, discriminación laboral.

## Cargos
Desde 2007 es presidenta de La Federación Progresista de Mujeres.
Es concejala por el PSOE en el Ayuntamiento de Alcalá de Henares, siendo responsable de las áreas de Educación, Igualdad y Mayores.
En 2011 se constituyó el Consejo de Participación de las Mujeres el que Yolanda Besteiro fue vicepresidenta.
Yolanda Besteiro es Vicepresidenta del Observatorio Estatal contra la Violencia de Género.
Vicepresidenta del Consejo Estatal de la Mujer.
Vicepresidenta de la Plataforma de ONG de Acción Social (POAS)
Vocal del Observatorio de Igualdad de Oportunidades entre Hombres y Mujeres del Instituto de la Mujer.
Ostenta la Secretaría General del Observatorio de Responsabilidad Social Corporativa (RSC)
Pertenece a de la Junta Directiva de la Plataforma del Tercer Sector.

## Premios y reconocimientos
- Premio Igualdad 2019 del Ayuntamiento de Manzanares por su contribución al avance de las reivindicaciones de las mujeres.[20]
- Premio María Miaja.[21]
- Premio Emilio Castelar Defensa de las Libertades y El Progreso de los Pueblo.[22]